# Giovanni Angelo Reycend
Giovanni Angelo Reycend (Torino, 1843 – Mondovì, 1926) è stato un ingegnere italiano.
Discendente di una famiglia di librai ed editori di origine francese, fu docente alla scuola di applicazione per gli ingegneri di Torino e rettore della medesima dal 1902 al 1905, oltre a svolgere il ruolo di presidente della sezione di architettura del Circolo degli Artisti del capoluogo piemontese.
Impegnandosi in politica, fu assessore per l'istruzione e per i lavori pubblici nel comune di Torino.
Progettò vari villini e palazzi nella zona della Crocetta ai suoi tempi in forte espansione.
La Chiesa della Salute posta in borgata Vittoria sorse partire da un suo progetto.
Il cugino Enrico fu importante pittore paesista.